# Nepotilla aculeata
Nepotilla aculeata is een slakkensoort uit de familie van de Raphitomidae. De wetenschappelijke naam van de soort is voor het eerst geldig gepubliceerd in 1916 door May.